# Methylthymolblau
Methylthymolblau ist eine chemische Verbindung aus der Gruppe der Triphenylmethanfarbstoffe. Es wird als Indikatorsubstanz verwendet, die ihre Farbe in Abhängigkeit vom pH-Wert von Rot über Gelb nach Blau ändert. Methylthymolblau-Natriumsalz, auch als Methylthymolblau wasserlöslich bezeichnet, ist ein bräunlichgrüner Feststoff, der als Indikator zur Metalltitration (z. B. für Blei und Uran) eingesetzt wird.

## Verwendung
Methylthymolblau- oder Methylthymolblau-Natriumsalz-Lösungen können für die Bestimmung vieler Metalle (Titration zu Komplexverbindungen) und Sulfat verwendet werden. Die von Metallen mit Methylthymolblau gebildeten Komplexe haben im Allgemeinen eine blaue Farbe. Das Bariumsalz von Methylthymolblau wird zum Nachweis von Magnesium benutzt.